# John W. Thompson
John Wendell Thompson, född 24 april 1949, är en amerikansk företagsledare som är vd för Virtual Instruments sedan 2010 och styrelseordförande för det multinationella datorföretaget Microsoft Corporation sedan 2014.
Han avlade en kandidatexamen i företagsekonomi vid Florida A&M University 1971 och en master of business administration vid MIT Sloan School of Management 1983.
Thompson inledde sin karriär 1971 med att få anställning på det globala datorföretaget International Business Machines Corporation (IBM) och var där på olika chefsbefattningar rörande försäljning, marknadsföring och utvecklande av programvara de följande 28 åren. 1999 blev han utsedd som styrelseordförande, president och vd för IT-företaget Symantec Corporation. 2009 valde han att avgå som president och vd och fick senare under året en styrelseplats hos Virtual Instruments. Ett år senare fick han rycka in som vd efter att de ekonomiska resultaten inte var tillräckligt tillfredsställande för styrelsen, positionen blev dock permanent i ett senare skede. 2011 lämnade han Symantec helt när han inte valde att ställa upp till omval som styrelseordförande. 2012 blev han invald i koncernstyrelsen för Microsoft Corporation och 2014 efterträdde han Bill Gates som styrelseordförande.
Mellan 2005 och 2010 ägde han 20% av det amerikanska basketlaget Golden State Warriors i National Basketball Association (NBA).